# AspectR
AspectR（アスペクト アール）は、Rubyに対するアスペクト指向プログラミングのための拡張。非常に簡素な造りとなっており、2005年10月時点では、わずか300行程度の大きさしかない。バージョン0.3.3以降の AspectR は Ruby DBI の dbi/trace モジュールを使用する場合の必須のモジュールとなっている。ライセンスはGPLで配布されており、現在はSourceForge.netよりダウンロードできる。